# Ioan Sabău
Ioan Sabău (n. 25 decembrie 1946) este un fost deputat român în legislatura 1990-1992, ales în județul Satu-Mare pe listele partidului FSN. În cadrul activității sale parlamentare, Ioan Sabău a fost membru în grupurilr parlamentare de prietenie cu Ungaria, Republica Italiană, Mongolia și URSS.